# Нидерау
Нидерау (нем. Niederau) — община в Германии, в земле Саксония. Подчиняется земельной дирекции Дрезден. Входит в состав района Мейсен.  Население составляет 4018 человек (на 31 декабря 2010 года). Занимает площадь 35,21 км².
Коммуна подразделяется на 7 сельских округов.